# 22 de gener
El 22 de gener és el vint-i-dosè dia de l'any del calendari gregorià. Queden 343 dies per finalitzar l'any i 344 en els anys de traspàs.

## Esdeveniments
Països Catalans
- 1670 - Prats de Molló (el Vallespir): els veïns s'aixequen contra la dominació francesa (Revolta del Vallespir).
- 1836 - Toga (Alt Millars): els carlins que estaven sota el comandament de Josep Miralles Marín és derrotada en la batalla de Toga durant la Primera Guerra Carlina.
- 1942 - València: Es funda la Coral Polifònica Valentina.[1]
- 1949, Eivissa: Es crea l'Institut d’Estudis Eivissencs.[2]

Resta del món
- 1962 - Vint-i-quatre membres del Directori Revolucionari Ibèric d'Alliberament segresten el vaixell Santa Maria davant les costes brasileres.
- 2021 - Entra en vigor el tractat sobre la prohibició de les armes nuclears, amb l'oposició de les potències nuclears i dels membres de l'OTAN, que no el subscriuen.[3]

## Naixements
Països Catalans
- 1549 - Barcelona (o Peralada)ː Isabel de Rocabertí, teòloga i escriptora catalana (m. 1624).[4]
- 1768 - Solsona: Gaietà Ripoll i Pla, mestre de Russafa que morí condemnat a la forca per promoure l'ensenyament laic (m. 1826).
- 1898 - Sant Pere de Terrassa: Ferran Canyameres i Casamada, escriptor català.
- 1911 - Barcelona: Paulina Ódena García, Lina, militant i dirigent comunista, heroïna de la República. (m. 1936).[5]
- 1942 - Girona (Gironès): Narcís Comadira, poeta, pintor, dramaturg, traductor, periodista i crític literari català.
- 1944 - Barcelona: Roser Amadó i Cercós, arquitecta catalana (m. 2023).[6]
- 1957 - Terrassa (Vallès Occidental): Vicenç Villatoro, escriptor, periodista i polític català.
- 1990 - Barcelona: Laura Ester Ramos, waterpolista catalana.

Resta del món
- 1561 - Londres, Anglaterra: Francis Bacon, filòsof, estadista, francmaçó i assagista anglès (m. 1626).
- 1788 - Londres, Anglaterra: Lord Byron, poeta anglès, considerat un dels més versàtils i importants del Romanticisme (m. 1824).
- 1816 - Nova York: Catherine Wolfe Bruce, destacada filantropa estatunidenca i mecenes de l'astronomia (m. 1900).[7]
- 1828 - 
  - Bucarest: Dora d'Ístria, intel·lectual, feminista i escriptora romanesa (m. 1888).[8]
  - Múrcia: Francisco de Paula del Villar y Lozano, arquitecte espanyol.
- 1849 - Estocolm, Suècia: August Strindberg, escriptor suec (m. 1912).
- 1858 - Gloucester: Beatrice Webb, sociòloga i economista anglesa molt influent, teòrica de l'estat del benestar (m. 1943).[9]
- 1870 - Bordeus, França: Charles Tournemire, organista, improvisador i compositor francès (m. 1939).
- 1875 - Uppsala, Suècia: Astrid Cleve, botànica, geòloga i química sueca (m. 1968).[10]
- 1882 - Belmont, Doubs (França): Louis Pergaud, escriptor francès, Premi Goncourt de l'any 1910 (m. 1915).
- 1891 - Ales (Itàlia): Antonio Gramsci, escriptor, polític i filòsof italià d'origen sard (m. 1937).
- 1908 - Bakú (Imperi Rus): Lev Landau, físic i matemàtic rus, Premi Nobel de Física de l'any 1962 (m. 1968).
- 1909 - Wynberg, Sud-àfrica: Tikvah Alper, física i radiobiòloga sud-africana, descobrí els mecanismes de transmissió de l'encefalopatia espongiforme (m.1995).[11]
- 1918 - Roma (Itàlia): Bruno Zevi, arquitecte, crític d'art i polític italià (m. 2000).
- 1920 - Trento (Itàlia): Chiara Lubich, fundadora i presidenta del Moviment dels Focolars (m. 2008).[12]
- 1931 - Clarksdale, Mississipi: Sam Cooke, cantant i emprenedor nord-americà (m. 1964).
- 1904 - Valladolid: Pedro Urraca Rendueles, policia espanyol de l'aparell repressor del franquisme a l'exterior, va ser qui va detenir i deportar el president Lluís Companys l'agost de 1940 (m. 1989).
- 1909 - Pantanaw, Birmània: U Thant, quart secretari general de les Nacions Unides (m. 1974).
- 1922 - Santurce, San Juan de Puerto Ricoː Sylvia Rexach, cantant de boleros i compositora porto-riquenya (m. 1961).[13]
- 1935 - Detroit, Michigan (EUA): Seymour Cassel, actor i compositor estatunidenc (m. 2019).
- 1936 - Sioux City, Iowa (EUA): Alan J. Heeger, químic nord-americà, Premi Nobel de Química de l'any 2000.
- 1940 - Chesterfield, Anglaterra: John Hurt, actor anglès (m. 2017).
- 1949 - Hanford, Califòrnia (EUA): Steve Perry, cantant i compositor estatunidenc.
- 1959 - St. Louis, Missouri (EUA): Linda Blair, actriu i activista pels drets dels animals estatunidenca, que va protagonitzar L'exorcista.[14]
- 1953 - Cuyahoga Falls, Ohio (EUA): Jim Jarmusch, director de cinema estatunidenc.
- 1957 - Saragossa: Ana Santos Aramburo, bibliotecària espanyola, directora de la Biblioteca Nacional d'Espanya des de febrer de 2013.[15]
- 1967 - Zagon, Romania: Ecaterina Szabo, gimnasta artística romanesa guanyadora de cinc medalles olímpiques.[16]

## Necrològiques
Països Catalans
- 304 o 305 - València: Sant Vicenç Màrtir, religiós hispanoromà, capturat i torturat en la persecució de Dioclecià, per la qual cosa és venerat com a sant i màrtir.
- 1745 - Hanoi, Indoxina: Francesc Gil de Frederic, frare dominic i màrtir de Tortosa, venerat com a beat.
- 1755 - Barcelona: Antoni Viladomat i Manalt, pintor barroc català del segle xviii (n. 1678).
- 1920 - Barcelona: Agustí Valls i Vicens, escriptor i poeta català (n. 1860).
- 1960 - Barcelona: Martí Fernández Cabello, violinista i compositor català (n. 1882).
- 1973 - Sabadell (Vallès Occidental): Joan Puig i Pujol, escriptor i polític català.
- 2000 - Barcelona: Xavier Turull i Creixell, violinista i compositor, català (77 anys).
- 2007 - Barcelona: Amàlia Tineo i Gil, intel·lectual, filòsofa i professora catalana.[17][18]
- 2020 - 
  - Barcelona: Roser Rahola d'Espona, editora catalana, presidenta i fundadora de l'editorial Vicens Vives (n. 1914).[19]
  - Mataró: Santi Sans, humorista i actor català (n. 1933).
- 2021 - Barcelona: Helena Cambó i Mallol, mecenes catalana i filla del polític Francesc Cambó (n. 1929).[20]
- 2023 - Barcelona: Agustí Villaronga, director de cinema i guionista mallorquí (n. 1953).
- 2025 -  Tarragona: Joan Giné Masdeu, escriptor i professor català (n. 1950).

Resta del món
- 1810 - Figueres (Alt Empordà): Mariano Álvarez de Castro, militar.
- 1859 - Zúric: Joseph Ludwig Raabe, matemàtic suís.
- 1861: Giovanni Battista Velluti, castrat.
- 1901 - Illa de Wight: Victòria I del Regne Unit, reina del Regne Unit de la Gran Bretanya i Irlanda (n. 1819).[21]
- 1922 - Copenhaguen, Dinamarca: Fredrik Bajer, periodista i escriptor danès, Premi Nobel de la Pau de 1908 (n. 1837).
- 1942 - Hong Kong (Xina): Xiao Hong, escriptora xinesa (n. 1911)[22]
- 1945 - Jerusalem, Israel: Else Lasker-Schüler, escriptora i dibuixant alemanya (n. 1869).[23]
- 1972, Rio de Janeiro: Miguel Gustavo, escriptor, periodista i Compositor brasiler
- 1973 - 
  - Stonewall, Texas: Lyndon B. Johnson, 36è president dels Estats Units (n. 1908).
  - Haifa, Israel: Yaakov Dori, primer cap de l'Estat Major de les Forces de Defensa d'Israel el 1948 (n. 1899).[24]
- 1981 - Madrid: María Moliner, bibliotecònoma i lexicògrafa espanyola (n. 1900).[25]
- 1994 - Universal City, Califòrnia, Estats Units: Telly Savalas, actor de cinema i televisió estatunidenc.
- 2007 - París: Abat Pierre, fundador del moviment Emaús.
- 2010 - Santa Monica, Califòrnia: Jean Simmons, actriu britànica, nominada als Oscars (n. 1929).[26]
- 2018 - Portland, Oregon, Estats Units: Ursula K. Le Guin, novel·lista nord-americana.

## Festes i commemoracions
- Festa local de Llançà, a la comarca de l'Alt Empordà
- Festa local de Mollet del Vallès, a la comarca del Vallès Oriental
- Festa local de Cabanes (Alt Empordà)
- Festa local de Cabrera de Mar, a la comarca del Maresme.
- Festa local de Navàs, a la comarca del Bages.
- Festa local de Vallromanes, a la comarca del Vallès Oriental.
- Festa local de Gualba, a la comarca del Vallès Oriental.
- Festa local de Guils de Cerdanya, a la comarca de la Cerdanya.
- Festa local de Músser i de Viliella, entitats de població de Lles de Cerdanya.
- Festa local de Sant Vicenç de Castellet, a la comarca del Bages.
- Festa local de Sant Vicenç dels Horts, a la comarca del Baix Llobregat.
- Onomàstica: Sants Vicenç màrtir, diaca de Saragossa i màrtir a València (s. III-IV); Vicenç, Oronci, Víctor i Aquilina de Puigcerdà, màrtirs; Anastasi de Pèrsia, monjo i màrtir; Gaudenci de Novara, bisbe; Henoc, patriarca; beata Laura Vicuña, verge salesiana.